# Дудка белорусская
Дудка белорусская (бел. Dudka bіаłaruskaja, Дудка беларуская) — поэтический сборник белорусского поэта Франциска Богушевича, изданный в 1892 году под псевдонимом «Мацей Бурачок».
Произведение считается вершиной развития белорусской литературы XIX века. Оно стало своеобразным манифестом белорусского национально-культурного возрождения и мощным двигателем профессионального развития белорусской культуры.

## Публикация
4 февраля 1890 года Богушевич прислал своему старому другу Яну Карловичу поэму «Моя Дудка». В своём письме 23 августа 1891 года Яну Карловичу Богушевич назвал свой сборник стихов не «Дудка белорусская», а «Жалейка» и сообщил, что корректура сборника всё ещё очень неудачна и содержит много ошибок.
Осенью 1891 года в Кракове коллекция стихов поэта под названием «Дудка белорусская» была опубликована в частном издательстве Владислава Анчица в количестве 3000 экземпляров. Контрабандным путём произведение было вывезено в Российскую империю.

## Содержание
Сборник открывается предисловием, в котором автор убеждает в важности сохранения белорусского языка и национальной идентичности: «Не оставляйте ж языка нашего белорусского, чтоб не умерли!» (бел. Не пакідайце ж мовы нашай беларускай, каб не ўмёрлі!). Призывы к национальному возрождению в предисловии встречаются многократно. Поэт называет белорусский язык данным нам от Бога (бел. нам ад Бога даную), святым языком (бел. для нас святая) и одеждой души (бел. адзежа душы). Считая язык основой для существования нации, Ф. Богушевич призывает уважать родную речь.
В предисловии излагаются основные этапы истории белорусов со времён Великого княжества Литовского, в составе которого Беларусь была, по словам автора, «как зерно в орехе» (бел. як тое зярно ў гарэху). Также поэт приблизительно определяет территорию Беларуси: «от Вильно до Мозыря, от Витебска почти до Чернигова, где Гродно, Минск, Могилёв, Вильно и много других городков и деревень…» (бел. яна ад Вільні да Мазыра, ад Вітэбска за малым не да Чарнігава, гдзе Гродна, Міньск, Магілёў, Вільня і шмат мястэчкаў і вёсак).
В «Дудке белорусской», как и в целом в творчестве Франциска Богушевича, сочетается несколько способов осмысления белорусской национальности: философское, историческое и художественное.
Сборник состоит из 16 стихотворений: «Мая дудка», «Дурны мужык, як варона», «Як паўды шукаюць», «У судзе», «Воўк і авечка», «Мая хата», «Праўда», «Здарэнне», «Думка», «З кірмашу», «Хрэсьбіны Мацюка», «Бог не роўна дзеле», «Хцівец і скарб на святога Яна», «Гдзе чорт не можа, там бабу пашле», «У астрозе», «Быў у чыстцы!» — и поэмы «Кепска будзе!».